# Clarksville (Pensilvânia)
Clarksville é um distrito localizado no estado norte-americano de Pensilvânia, no Condado de Greene.

## Demografia
Segundo o censo norte-americano de 2000, a sua população era de 234 habitantes.
Em 2006, foi estimada uma população de 222, um decréscimo de 12 (-5.1%).

## Geografia
De acordo com o United States Census Bureau tem uma área de
0,3 km², dos quais 0,3 km² cobertos por terra e 0,0 km² cobertos por água.

## Localidades na vizinhança
O diagrama seguinte representa as localidades num raio de 8 km ao redor de Clarksville.